# David Robertson (golfista)
David Donaldson Robertson (Glasgow, 21 marzo 1869 – West Berkshire, 13 settembre 1937) è stato un rugbista a 15 e golfista scozzese.

## Biografia
Robertson nacque a Glasgow da William Alexander Robertson, un mercante di vino. Frequentò l'Haileybury School prima i entrare alla Glasgow Academy. Si iscrisse all'Università di Glasgow ma poi si immatricolò al Christ's College dell'Università di Cambridge nel 1889. Si laureò nel 1893 e due anni dopo fu chiamato al Bar giuridico del Lincoln's Inn.
Con lo scoppio della prima guerra mondiale, Robertson si unì come volontario alla Royal Naval Reserve.

## Carriera sportiva
Robertson diede inizio alla sua carriera sportiva con il Varsity Match del 1892 in rappresentanza dell'Università di Cambridge. In realtà, questa partita fu una grande delusione perché a causa di un forte acquazzone divenne " una lotta nel fango" e si concluse con il risultato di 0-0. Nel 1893 Robertson fu chiamato a rappresentare la Scozia all'Home Championship 1893 nella gara di Edimburgo contro il Galles, vinta dai dragoni per 0-9.
Robertson partecipò alle Olimpiadi di Parigi del 1900, vincendo la medaglia di bronzo nel torneo maschile di golf, con il punteggio di 175.
Bisogna notare che questo sportivo non è lo stesso David Robertson che fu squalificato dal golf per 20 anni per un episodio avvenuto nel 1985.

## Palmarès
| Anno | Manifestazione | Sede   | Evento                 | Risultato | Note |
| ---- | -------------- | ------ | ---------------------- | --------- | ---- |
| 1900 | Olimpiadi      | Parigi | Golf - Torneo maschile | Bronzo    |      |